# Rana pseudodalmatina
Rana pseudodalmatina е вид земноводно от семейство Водни жаби (Ranidae).

## Разпространение
Видът е разпространен в Иран.